# Polska Socjalistyczna Partia Pracy
Polska Socjalistyczna Partia Pracy - lewicowe ugrupowanie opozycyjne utworzone 2 III 1980 roku w Paryżu przez środowisko pisma "Szerszeń". Na jego czele stał Edmund Bałuka (były przywódca strajku w Stoczni Szczecińskiej w 1970 roku). W kwietniu 1981 roku Bałuka, legitymując się fałszywym paszportem, nielegalnie przybył do Polski, by przystąpić do organizowania struktur partii w kraju (w Szczecinie, Bielsku-Białej, Starachowicach i Poznaniu). Główni działacze PSPP to: Edmund Bałuka, Françoise Breton-Baluka, Tadeusz Lichota, Witold Romanowski, Tadeusz Szulc, Krzysztof Sander. Partia wydawała „Biuletyn PSPP”. 13 grudnia 1981 roku Bałuka został internowany a w czerwcu 1982 roku aresztowany i skazany na 5 lat więzienia. PSPP prowadziła konspiracyjną działalność do 1984 roku.
Program partii sformułowany został w 13 punktach: 
1. Wolność kraju;
2. Zniszczenie monopolu PZPR;
3. Ewakuacja wojsk Kremla z terenów Polski;
4. Rozwiązanie sił represyjnych MSW, wzorowanych na formacjach hitlerowskich SS i stalinowskiej NKWD;
5. Niezależne Związki Zawodowe niepodlegające żadnej partii politycznej;
6. Prawo do strajku zagwarantowane konstytucyjnie;
7. Gwarancja wolności osobistej, wolności zrzeszania się, wolności zgromadzeń;
8. Wolność radia, prasy, TV, zniesienie cenzury;
9. Powołanie Rad Robotniczych we wszystkich zakładach pracy;
10. Zmiana ordynacji wyborczej do Sejmu;
11. Zagwarantowanie prawem konstytucyjnym że Wojsko Polskie i uzbrojone formacje MO nie będą interweniowały przeciw demonstracjom i strajkującym robotnikom;
12. Zagwarantowanie konstytucyjne autonomii Uniwersytetów i wyższych uczelni;
13. Unieważnienie zawartych traktatów krzywdzących Polskę w stosunku do ZSRR, w tym unieważnienie układów z Jałty, Teheranu i Poczdamu.

PSPP przez propagandę PZPR klasyfikowana była jako partia trockistowska, natomiast trockiści zarzucali grupie Bałuki tendencje nacjonalistyczne.